# Kikx
Kikx was een Belgische boyband, gelanceerd in samenwerking met het Nederlandse Jetix. De band bestond uit vier jongens, Dimitri Clabots (7 februari 1993), Robrecht Clabots (21 april 1991), Joas Jeurissen (20 januari 1991) en Björn Hendrikx (2 juli 1991). Allemaal zijn ze afkomstig uit Zonhoven. Ze waren al langer actief met zingen en dansen en besloten mee te doen aan de auditie voor een nieuwe boyband.
Op 15 april kwam de eerste single Hé jij uit. Voor de opnames van de videoclip moesten de groepsleden diverse stunts uithalen en angsten overwinnen. Een ander nummer van Kikx is Ik ben geen robot. Beide nummers komen ook voor op hun album, waar ook twee karaokesongs op staan. Verder brachten ze ook nog de nummers OweOoh en hun zomerhit Laat me vrij uit. Natuurlijk hebben ze dus een album, en die heet: Eerste Album Special.
Sinds 2007 had Kikx een nieuwe platenmaatschappij, ARS Entertainment. Ze brachten ook een nieuwe single uit, Diep, een cover van Get Ready! uit 1996. Kikx is gestopt in juni 2008.
| Single met hitnotering(en) in de Vlaamse Ultratop 50 | Datum van verschijnen | Datum van binnenkomst | Hoogste positie | Aantal weken         | Opmerkingen |
| ---------------------------------------------------- | --------------------- | --------------------- | --------------- | -------------------- | ----------- |
| Ik ben geen robot                                    | 2005                  |                       | 8               | 7                    |             |
| OweOoh                                               | 2006                  |                       | 30              | 7                    |             |
| Laat me vrij                                         | 2006                  |                       | 29              | 5                    |             |
| Diep                                                 | 2007                  |                       | *tip(19)        | 3(in de ultratip 20) |             |